# Tipula (Lunatipula) flaccida
Tipula (Lunatipula) flaccida is een tweevleugelige uit de familie langpootmuggen (Tipulidae). De soort komt voor in het Palearctisch gebied.